# بابایادگار (دالاهو)
بابایادگار، روستایی از توابع بخش مرکزی شهرستان دالاهو در استان کرمانشاه ایران است.

## جمعیت
این روستا در دهستان بان‌زرده قرار دارد و براساس سرشماری مرکز آمار ایران در سال ۱۳۸۵، جمعیت آن زیر سه خانوار بوده‌است.

## جستارهای مرتبط
- زرده (دالاهو)
- آرامگاه بابا یادگار
- بابا یادگار